# Wasilij Usik
Wasilij Piatrowicz Usik (biał. Васілій Пятровіч Усік, ros. Василий Петрович Усик, Wasilij Pietrowicz Usik; ur. 19 lipca 1955 w Prussach w rejonie starodoroskim) – białoruski agronom, działacz państwowy i polityk, w latach 2008–2012 deputowany do Izby Reprezentantów Zgromadzenia Narodowego Republiki Białorusi IV kadencji; kandydat nauk (odpowiednik polskiego stopnia doktora).

## Życiorys
Urodził się 19 lipca 1955 roku we wsi Prussy, w rejonie starodoroskim obwodu mińskiego Białoruskiej SRR, ZSRR. Ukończył Grodzieński Instytut Gospodarstwa Wiejskiego, uzyskując wykształcenie agronoma i Akademię Zarządzania przy Prezydencie Republiki Białorusi, uzyskując wykształcenie specjalisty ds. administracji państwowej i lokalnej. Odbył aspiranturę przy Białoruskim Instytucie Naukowo-Badawczym Ekonomicznych Problemów Sektora Rolnego. Posiada stopień kandydata nauk (odpowiednik polskiego stopnia doktora). Pracował jako pomocnik brygadiera, brygadier brygady traktorów, główny agronom sowchozu „Czerwony Sztandar” w rejonie starodoroskim, zastępca przewodniczącego kołchozu im. Żdanowa, przewodniczący zarządu kołchozu „Załużje”, pierwszy zastępca przewodniczący, kierownik zarządu gospodarstwa wiejskiego i produkcji, przewodniczący Starodoroskiego Rejonowego Komitetu Wykonawczego.
27 października 2008 roku został deputowanym do Izby Reprezentantów Zgromadzenia Narodowego Republiki Białorusi IV kadencji z Lubańskiego Okręgu Wyborczego Nr 68. Pełnił w niej funkcję członka Stałej Komisji ds. Budżetu, Finansów i Polityki Podatkowej. Od 13 listopada 2008 roku był członkiem Narodowej Grupy Republiki Białorusi w Unii Międzyparlamentarnej.

## Odznaczenia
- Medal „Za Zasługi w Pracy”[1].

## Życie prywatne
Wasilij Usik jest żonaty, ma dwóch synów.